# HD 13594
HD 13594，又名BD+46 536，SAO 37878、HR 647，是一颗恒星，视星等为6.06，位于銀經137.1，銀緯-13.1，其B1900.0坐标为赤經2h 7m 37.7s，赤緯+47° -13.1′ 2″。